# Paranonychus brunneus
Paranonychus brunneus is een hooiwagen uit de familie Paranonychidae.